# NEXT Management
La NEXT Management è una agenzia di moda con sedi a New York e Parigi. Fondata nel 1989 da Faith Kates, l'agenzia è conosciuta come una delle più grandi al mondo, con una capillare rete di filiali, che la mettono in competizione con agenzie "storiche" come la Elite, la IMG e la Women. NEXT nel corso della propria attività ha contribuito al lancio di alcune importanti modelle come Molly Sims, Yasmin Warsame, e Ana Beatriz Barros.
I servizi di NEXT sono stati ulteriormente ampliati nel 2013 con l'acquisizione di Artist Management focalizzata sull'artista della moda. Nel 2015 NEXT si è espanso ancora una volta, acquisendo il marketing creativo digitale e l'agenzia di branding Metier Creative.

## Personaggi rappresentati
Il seguente è un elenco incompleto dei principali personaggi rappresentati dalla NEXT Management, in ogni epoca..
- Mamé Adjei
- Bianca Alexa
- Ana Beatriz Barros[6]
- Ambra Battilana Gutierrez
- Malgosia Bela[3][6]
- Daniela Braga
- Keith Carlos
- Kiera Chaplin
- Crista Cober
- Meghan Collison[3][6]
- Tatiana Cotliar[6]
- Barbara De Creddo
- Alain Fabien Delon
- Caroline de Maigret
- Andrea Denver
- Grace Elizabeth
- Isabeli Fontana
- Selena Forrest
- Langley Fox
- Neelam Gill
- Leila Goldkuhl
- Georgina Grenville
- Filippa Hamilton[6]
- Grace Hartzel
- Agnete Hegelund[6]
- Michael Heverly
- Adrianne Ho
- Anna Jagodzińska
- Abbey Lee Kershaw[3][6]
- Jodie Kidd
- Jaime King[3]
- Kaleb Ethan King
- Karlie Kloss
- Arthur Kulkov
- Akash Kumar
- Ashton Kutcher
- Brandon Thomas Lee
- Dylan Jagger Lee
- Erika Linder
- Fernanda Liz
- Anais Mali
- Polina Malinovskaya
- Selah Marley
- Hiandra Martinez
- Valeria Mazza
- Lily McMenamy[6]
- Catrinel Menghia
- Michele Merkin
- Ali Michael
- Jessica Miller
- Melodie Monrose
- Lineisy Montero
- Arizona Muse[3][6]
- Petra Němcová
- Raica Oliveira
- Blanca Padilla
- Luna Passos
- Tatjana Patitz
- Lia Pavlova
- Odette Pavlova
- Karmen Pedaru
- Julia Restoin Roitfeld
- Manu Ríos
- Rachel Roberts
- Pania Rose
- Elettra Rossellini Wiedemann
- Anja Rubik
- Jessica Serfaty
- Shu Pei
- Molly Sims[3]
- Adriana Sklenaříková
- Marlon Teixeira
- Larsen Thompson
- Caroline Trentini
- Guinevere Van Seenus
- Caroline Vreeland
- Binx Walton
- Suki Waterhouse[3][7]
- Aline Weber
- Solange Wilvert
- Anok Yai

## Personaggi di talento
NEXT rappresenta i seguenti influencer digitali, attori e musicisti sul proprio talent board:
- AlunaGeorge
- ASAP Rocky
- Laura Bailey
- Alexa Chung[3]
- Doina Ciobanu[8]
- Coco & Breezy
- Lana Del Rey[9][10][11][12]
- Diplo[13]
- Dua Lipa[14]
- Miroslava Duma
- Chiara Ferragni[15]
- Langley Fox Hemingway
- Rila Fukushima
- Gala Gonzalez
- Ellie Goulding
- Nash Grier
- Ella Hunt
- Poppy Jamie
- Alma Jodorowsky
- Quentin Jones
- Mollie King
- Les Twins
- Theophilus London
- Mabel McVey
- M.I.A.
- Rumi Neely
- Clara Paget
- Édgar Ramírez
- Noomi Rapace
- Raye
- Julia Restoin Roitfeld
- Giulia Salemi
- Say Lou Lou
- Travis Scott
- Skepta
- Tasya van Ree
- Harley Viera-Newton
- Andrew Warren
- Bonnie Wright